# 朝倉景宗
朝倉 景宗（あさくら かげむね）は、戦国時代の武士。朝倉氏の家臣。

## 略歴
朝倉氏8代当主・朝倉氏景の子として誕生。兄に9代当主・貞景がいる。子は景連とされる。
「日下部氏朝倉系図」には上記のような相関図が書かれているが、朝倉氏の系図は複数存在しているのであくまでも参考記録である。「貞景には兄弟はいない」「景連の父は朝倉景伝」と記している系図もあるが、これも確実なものとは言いきれない。